# Больнов, Отто Фридрих
О́тто Фри́дрих Бо́льнов (нем. Otto Friedrich Bollnow, 14 марта 1903, Штеттин — 7 февраля 1991, Тюбинген) — немецкий философ и педагог, продолжатель традиций философии жизни. Автор более 30 отдельных произведений и 250 статей по антропологии, этике, философии жизни, экзистенциальной философии, герменевтике.

## Биография
Отто Фридрих Больнов родился 14 марта 1903 года в восточно-прусском городе Штеттин (ныне Щецин в Польше), в семье школьного учителя. Учёба Больнова проходила в университетах Берлина, Грайфсвальда, Гёттингена. В 1925 году в Гёттингене ему была присуждена степень доктора наук по теоретической физике. В университете Гёттингена у него возникает большой интерес к философии, он читает Хайдеггера, слушает лекции последователей Дильтея, Миша и Ноля. Позже он защищает докторскую диссертацию о философии Якоби. В 1931 году Больнов получает профессуру и всю дальнейшую жизнь занимается преподавательской деятельностью в качестве профессора философии и педагогики.
Научную карьеру начал как физик, в 1925 году защитил диссертацию у Макса Борна. Позже занялся философией, с 1927 года — ученик Мартина Хайдеггера. В 1953—1970 годах профессор Тюбингенского университета. В 1983—1991 годах был одним из соиздателей «Дильтеевского ежегодника».

## Работы

### Философия экзистенциализма
Работа над монографией "Экзистенциальная философия" завершилась в 1942 году, в период его преподавания в университете Гисена. Изначальный замысел работы предполагал изложение философии экзистенциализма, однако после в чего были внесены некоторые изменения, что в конечном итоге повлияло и на характер монографии. Наряду с рассмотрением вопросов и фундаментальных положений экзистенциальной философии возник и новый взгляд на экзистенциализм.
В 1999 году сочинение было переведено на русский язык.

## Сочинения
- Dilthey. Lpz., 1936, 4 Aufl. Schaffhausen, 1980
- Existenzphilosophie. Stuttg., 1943, 8 Aufl., 1978
- Rilke. Stuttg., 1951, 2 Aufl. 1955
- Die Lebensphilosophie. В.—Gott.—Hdtb., 1958
- Philosophie der Erkenntnis, Bd. 1—2. Stuttg., 1970—75
- Die pädagogische Atmosphäre. Hdlb, 1964, 4 Aufl., 1970
- Studien zur Hermeneutik Band I: Zur Philosophie der Geisteswissenschaften. Alber, Freiburg / München 1982. ISBN 3-495-47482-X
- Studien zur Hermeneutik Band II: Zur hermeneutischen Logik von Georg Misch und Hans Lipps. Alber, Freiburg / München 1983. ISBN 3-495-47513-3

### Переводы на русский язык
- Больнов О. Ф.Философия экзистенциализма: Философия существования. Архивировано из оригинала 7 декабря 2011 года. / Сост. Ю. А. Сандулов; Науч. ред. А. С. Колесников, В. П. Сальников; Пер. С. Э. Никулина. — СПб.: Лань, 1999. — 222 с. (Мир философии / МВД России. С.-Петерб. ун-т). ISBN 5-8114-0120-5
- Больнов О. Ф. Новая укрытость. Проблема преодоления экзистенциализма. Введение (Перевод А. Р. Абдуллин) // anthropology.ru
- Больнов О. Ф. Требование человечности / пер. с нем. С. Э. Никулина. — СПб.: Мозаика, 2004. — 19 с.